# Liste des préfets de l'Allier

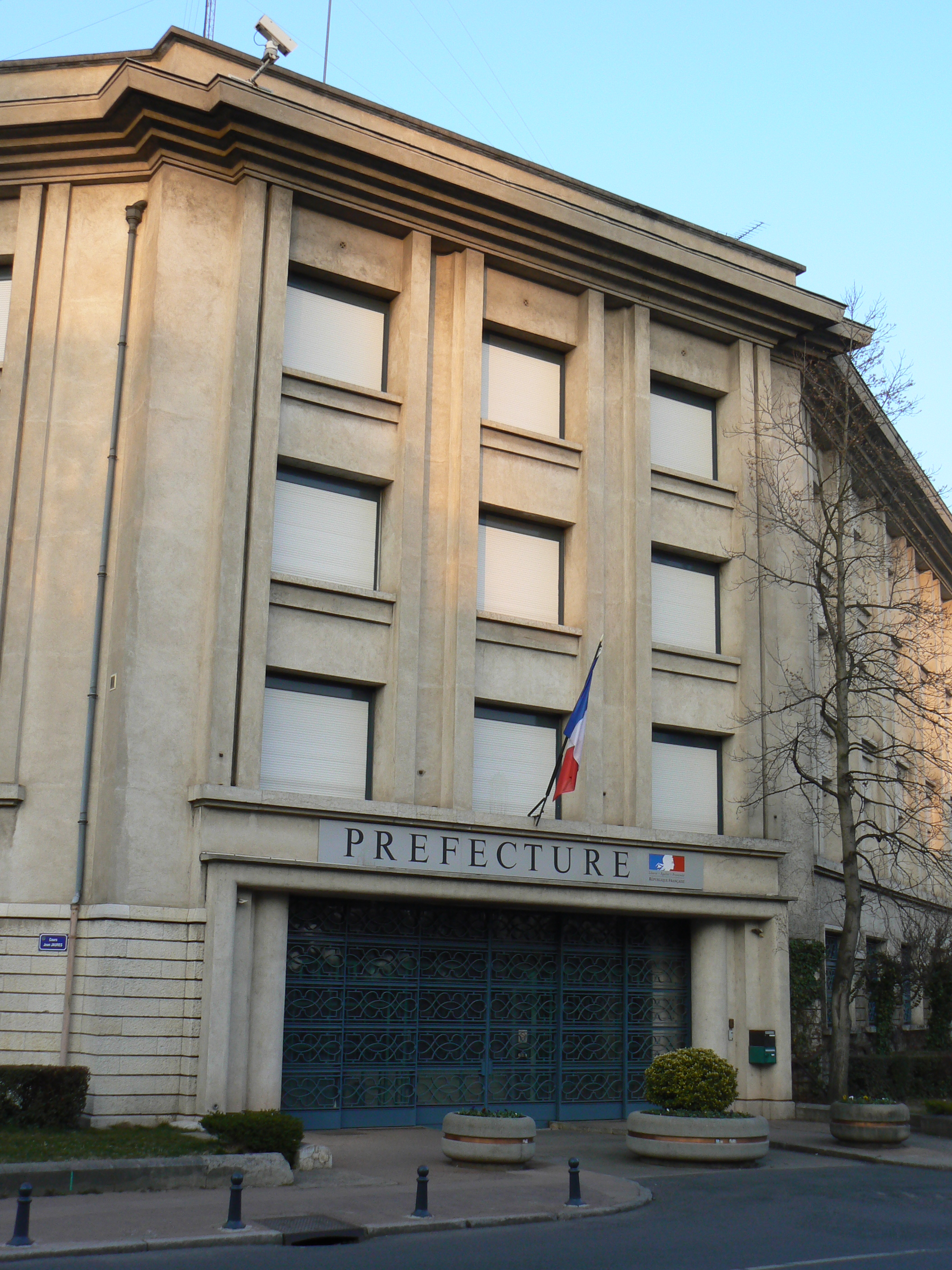
Hôtel préfectoral de l'Allier

Cette liste présente les préfets de l'Allier depuis la création du corps préfectoral par la loi du 28 pluviôse an VIII. La préfecture de l'Allier se trouve à Moulins.
Attention : cette liste est aussi accessible sur le site de la préfecture de l'Allier (http://www.allier.pref.gouv.fr/html/p1/p11.htm#, voir le lien "liste des préfets" en bas de page) et plusieurs différences (notamment sur les prénoms) apparaissent. À vérifier donc.

## Consulat et Premier Empire (An VIII- 1815)
| Période            | Période          | Identité                                       | Fonction précédente       | Observation           |
| ------------------ | ---------------- | ---------------------------------------------- | ------------------------- | --------------------- |
| 11 ventôse an VIII | 3 pluviôse an IX | Jean-Antoine Huguet                            |                           |                       |
| 3 pluviôse an IX   | 11 brumaire an X | François Charles Luce Didelot                  | Député aux états généraux | Nommé préfet du Rhône |
| 11 brumaire an X   | 15 frimaire an X | Jean-Xavier Bureau de Pusy                     |                           |                       |
| 25 thermidor an X  | 12 juillet 1806  | Benjamin Éléonore Delacoste-Messeliere         | Sous-préfet de Melle      | Mort en fonction      |
| 12 juillet 1806    | 7 octobre 1807   | Ferdinand Pierre Marie Dorothée Guillemardet   |                           |                       |
| 7 octobre 1807     | 10 juin 1814     | François Pougeard du Limbert                   |                           |                       |
| 10 juin 1814       | 22 mars 1815     | Thomas Louis Lambert, marquis de Frondeville   |                           |                       |
| 22 mars 1815       | 6 avril 1815     | François Pougeard du Limbert                   |                           |                       |
| 6 avril 1815       | 20 avril 1815    | Claude Philibert Barthelot, comte de Rambuteau |                           |                       |

## Seconde Restauration (1815-1830)
| Période           | Période           | Identité                                       | Fonction précédente | Observation                                  |
| ----------------- | ----------------- | ---------------------------------------------- | ------------------- | -------------------------------------------- |
| 14 juillet 1815   | 14 mai 1816       | Auguste Joseph Baude, comte de La Vieuville    |                     |                                              |
| 14 mai 1816       | 8 octobre 1817    | Louis Frain, comte de La Villegontier          |                     |                                              |
| 8 octobre 1817    | 9 janvier 1822    | Louis Maurice Fumeron d'Ardeuil                |                     |                                              |
| 9 janvier 1822    | 2 janvier 1823    | Alexandre Daniel, baron de Talleyrand-Périgord |                     |                                              |
| 2 janvier 1823    | 27 juin 1823      | Charles Gilles Nicolas, marquis de La Morélie  | Préfet de l'Orne    | Devient conseiller de préfecture de la Seine |
| 27 juin 1823      | 26 septembre 1824 | Anne Étienne Louis Harmand d'Abancourt         |                     |                                              |
| 26 septembre 1824 | 14 août 1830      | René Le Roy de Chavigny                        |                     |                                              |

## Monarchie de Juillet (1830-1848)
| Période         | Période         | Identité                                     | Fonction précédente | Observation |
| --------------- | --------------- | -------------------------------------------- | ------------------- | ----------- |
| 14 août 1830    | 22 octobre 1832 | Charles Dunoyer de Segonzac                  |                     |             |
| 22 octobre 1832 | 21 octobre 1836 | Emmanuel Armand Jean comte de Sainte Hermine |                     |             |
| 21 octobre 1836 | 24 juillet 1837 | Paulin Nicolas Gattier                       |                     |             |
| 24 juillet 1837 | 29 février 1848 | Edmond Méchin                                |                     |             |

## Deuxième République (1848-1851)
| Période          | Période          | Identité                                       | Fonction précédente             | Observation                   |
| ---------------- | ---------------- | ---------------------------------------------- | ------------------------------- | ----------------------------- |
| 29 février 1848  | 17 mars 1848     | Charles Gilbert Tourret                        |                                 |                               |
| 6 mars 1848      | 15 mars 1848     | Maurice-Poivre Bureaux de Pusy                 |                                 | Commissaire du gouvernement   |
| 17 mars 1848     | 28 avril 1848    | Félix Mathé                                    |                                 |                               |
| 28 avril 1848    | 11 juillet 1848  | Joseph Gazard                                  |                                 |                               |
| 11 juillet 1848  | 20 novembre 1849 | Armand Alexis Coquet                           |                                 |                               |
| 20 novembre 1849 | 7 mars 1851      | Charlemagne Émile de Maupas                    | Sous-préfet de Boulogne-sur-Mer | Nommé préfet de Haute-Garonne |
| 7 mars 1851      | 9 mai 1852       | Gabriel Léonce Cortois, vicomte de Charnailles |                                 |                               |

## Second Empire (1851-1870)
| Période          | Période          | Identité                                | Fonction précédente | Observation |
| ---------------- | ---------------- | --------------------------------------- | ------------------- | ----------- |
| 9 mai 1852       | 4 novembre 1853  | Eugène, comte Guyot                     |                     |             |
| 4 novembre 1853  | 26 novembre 1856 | Paul Delahante                          |                     |             |
| 26 novembre 1856 | 6 juillet 1863   | Maximilien Simon Genteur                |                     |             |
| 6 juillet 1863   | 25 décembre 1866 | Charles Jean Louis Alexandre Le Masson  |                     |             |
| 25 décembre 1866 | 6 septembre 1870 | Edmond Charles Nicolas, baron Servatius |                     |             |

## Troisième République (1870-1940)
| Période           | Période           | Identité                                              | Fonction précédente  | Observation                           |
| ----------------- | ----------------- | ----------------------------------------------------- | -------------------- | ------------------------------------- |
| 6 septembre 1870  | 23 septembre 1870 | André Victor Cornil                                   |                      |                                       |
| 23 septembre 1870 | 3 octobre 1870    | Jean Joseph Adolphe Cantonnet                         |                      |                                       |
| 3 octobre 1870    | 11 mars 1871      | Louis Combes                                          |                      |                                       |
| 11 mars 1871      | 16 octobre 1873   | Guillaume Eugène, comte de Fradel                     |                      |                                       |
| 16 octobre 1873   | 11 novembre 1874  | Pierre Adrien Letendre de Tourville                   |                      |                                       |
| 11 novembre 1874  | 13 avril 1876     | Fernand Prosper Frédéric de Nervo                     |                      |                                       |
| 13 avril 1876     | 5 janvier 1877    | Jules Lucien Souchin du Chevalard                     |                      |                                       |
| 5 janvier 1877    | 19 mai 1877       | Paul Jean Glaize                                      |                      |                                       |
| 19 mai 1877       | 18 décembre 1877  | Félix de Biancour                                     |                      |                                       |
| 18 décembre 1877  | 25 mars 1879      | Olivier Gabriel François de Paule Le Fèvre d'Ormesson |                      |                                       |
| 25 mars 1879      | 23 novembre 1880  | Charles Henri Monod                                   |                      |                                       |
| 23 novembre 1880  | 13 juin 1882      | Gustave Louis Nicolas Le Mallier                      |                      |                                       |
| 13 juin 1882      | 25 avril 1885     | Jules Eugène Genouille                                | Préfet de la Mayenne | Mis en disponibilité le 25 avril 1885 |
| 25 avril 1885     | 21 mai 1886       | Auguste Frémont                                       | Préfet de la Corrèze | Nommé préfet de Loir-et-Cher          |
| 21 mai 1886       | 22 mars 1889      | Fernand Félix Duflos                                  |                      |                                       |
| 22 mars 1889      | 1er août 1894     | Pierre Jules David Louis Vincent                      |                      |                                       |
| 1er août 1894     | 15 novembre 1895  | Léon Guérin                                           | Préfet de l'Aude     | Nommé préfet des Vosges               |
| 15 novembre 1895  | 15 octobre 1896   | Joseph Henri Goulley                                  |                      |                                       |
| 15 octobre 1896   | 16 juillet 1898   | Philippe Hippolyte Claude Félix Druard                |                      |                                       |
| 16 juillet 1898   | 24 septembre 1900 | Gaston Georges Frédéric Dieny                         |                      |                                       |
| 24 septembre 1900 | 9 septembre 1902  | Edgard Combes                                         |                      |                                       |
| 9 septembre 1902  | 7 septembre 1903  | Charles Henri Huard                                   |                      |                                       |
| 7 septembre 1903  | 8 décembre 1906   | Léon Édouard Briens                                   |                      |                                       |
| 8 décembre 1906   | 28 mai 1908       | Pierre Auguste Maurice Beauvais                       |                      |                                       |
| 28 mai 1908       | 21 août 1909      | Jacques Louis Alfred François Germain Michel Dupré    |                      |                                       |
| 21 août 1909      | 22 novembre 1910  | Joseph Auguste Chaleil                                |                      |                                       |
| 22 novembre 1910  | 1er août 1914     | Pierre Linarès                                        |                      |                                       |
| 1er août 1914     | 28 décembre 1915  | Paul Fortuné Peytral                                  |                      |                                       |
| 28 décembre 1915  | 23 janvier 1918   | Michel Maestracci                                     |                      |                                       |
| 23 janvier 1918   | 19 juin 1918      | André Pierre Théodore Godin                           |                      |                                       |
| 19 juin 1918      | 13 août 1918      | Jean Charles Paul Grillon                             |                      |                                       |
| 13 août 1918      | 4 mars 1920       | Laurent Georges Bernard                               |                      |                                       |
| 4 mars 1920       | 30 janvier 1925   | Émile Moisson                                         |                      |                                       |
| 30 janvier 1925   | 5 octobre 1928    | Alfred Gondoin                                        |                      |                                       |
| 5 octobre 1928    | 19 février 1929   | Marie Etienne Henri Regnaut                           | Préfet de l'Ardèche  |                                       |
| 19 février 1929   | 2 mars 1930       | Albert Bernard                                        |                      |                                       |
| 2 mars 1930       | 28 novembre 1931  | Fernand Delaporte                                     |                      |                                       |
| 28 novembre 1931  | 30 juin 1934      | Pierre Emmanuel Fernand Theulet-Luzié                 |                      |                                       |
| 30 juin 1934      | 17 novembre 1934  | Félix Giacobbi                                        |                      |                                       |
| 17 novembre 1934  | 17 septembre 1940 | Louis Nicolas Henri Adam                              |                      |                                       |

## Régime de Vichy sous l'Occupation (1940-1944)
| Période           | Période          | Identité     | Fonction précédente | Observation |
| ----------------- | ---------------- | ------------ | ------------------- | ----------- |
| 17 septembre 1940 | 8 février 1943   | Joseph Porte |                     |             |
| 8 février 1943    | 3 septembre 1944 | Marcel Picot |                     |             |

## République française (1944-1946) et de la Quatrième République (1944-1958)
| Période           | Période           | Identité                    | Fonction précédente | Observation |
| ----------------- | ----------------- | --------------------------- | ------------------- | ----------- |
| 3 septembre 1944  | 2 février 1949    | Robert Fleury               |                     |             |
| 2 février 1949    | 1er novembre 1952 | Henry Castaing              |                     |             |
| 1er novembre 1952 | 16 juin 1955      | Jean Ghisolfi               |                     |             |
| 16 juin 1955      | 6 septembre 1956  | Robert Vignon (°1910-†1989) |                     |             |
| 6 septembre 1956  | 27 mai 1959       | Édouard Dauzet              |                     |             |

## Cinquième République (depuis 1958)
| Période           | Période           | Identité                      | Fonction précédente                                                         | Observation                                          |
| ----------------- | ----------------- | ----------------------------- | --------------------------------------------------------------------------- | ---------------------------------------------------- |
| 27 mai 1959       | 16 février 1963   | Raymond Chevrier              |                                                                             |                                                      |
| 16 février 1963   | 19 septembre 1964 | Marcel Emmanuel Victor Ségaut | Directeur de l'hygiène et de la sécurité publique                           |                                                      |
| 19 septembre 1964 | 12 juillet 1967   | Jacques Bruneau               |                                                                             |                                                      |
| 12 juillet 1967   | 3 août 1968       | Alfred Diefenbacher           |                                                                             |                                                      |
| 3 août 1968       | 29 octobre 1971   | Francis Laborde               |                                                                             |                                                      |
| 29 octobre 1971   | 30 octobre 1973   | Marc Gorsse                   |                                                                             |                                                      |
| 30 octobre 1973   | 13 juin 1974      | Jean Arbelot                  |                                                                             |                                                      |
| 13 juin 1974      | 10 septembre 1976 | Jean Rémy Aimé Hely           |                                                                             |                                                      |
| 10 septembre 1976 | 22 mai 1978       | Christian Paul Louis Dablanc  | Haut commissaire de la République dans le territoire des Afars et des Issas | En service détaché auprès du ministère de la Justice |
| 22 mai 1978       | 31 décembre 1980  | Jean Fernand Busnel           | Préfet de la Haute-Marne                                                    | Nommé préfet de la région Franche-Comté et du Doubs  |
| 31 décembre 1980  | 7 mai 1982        | Jean Coussirou                |                                                                             |                                                      |
| 7 mai 1982        | 8 mars 1985       | Mahdi Hacène                  |                                                                             |                                                      |
| 8 mars 1985       | 22 avril 1986     | Alfred Leroux                 |                                                                             |                                                      |
| 22 avril 1986     | 17 janvier 1989   | Alain Bidou                   |                                                                             |                                                      |
| 17 janvier 1989   | 24 mai 1993       | Éric Degremont                |                                                                             |                                                      |
| 24 mai 1993       | 13 mai 1998       | Paul Masseron                 |                                                                             |                                                      |
| 13 mai 1998       | 21 juin 2000      | Philippe Grégoire             |                                                                             |                                                      |
| 21 juin 2000      | 10 juillet 2003   | Dominique Bellion             |                                                                             |                                                      |
| 10 juillet 2003   | 22 août 2005      | Patrick Subrémon              |                                                                             |                                                      |
| 22 août 2005      | 18 février 2009   | Patrick Pierrard              |                                                                             |                                                      |
| 18 février 2009   | 3 juin 2011       | Pierre Monzani                |                                                                             |                                                      |
| 3 juin 2011       | 27 août 2012      | Jean-Luc Marx                 |                                                                             |                                                      |
| 27 août 2012      | 30 avril 2014     | Benoît Brocart                |                                                                             |                                                      |
| 30 avril 2014     | 22 août 2016      | Arnaud Cochet                 |                                                                             |                                                      |
| 22 août 2016      | 8 décembre 2017   | Pascal Sanjuan                |                                                                             |                                                      |
| 8 décembre 2017   | 7 avril 2021      | Marie-Françoise Lecaillon     |                                                                             | Nommée préfète du Gard.                              |
| 8 avril 2021      | 9 mars 2022       | Jean-Francis Treffel          | Préfet de la Mayenne                                                        | Appelé à faire valoir ses droits à la retraite.      |
| 9 mars 2022       | 15 février 2023   | Valérie Hatsch                | Préfète de la Lozère                                                        |                                                      |
| 16 février 2023   |                   | Pascale Trimbach              | Préfète de la Meuse                                                         |                                                      |